# Bures-sur-Yvette
Bures-sur-Yvette is een gemeente in het Franse departement Essonne (regio Île-de-France) en telt 9775 inwoners (2005). De plaats maakt deel uit van het arrondissement Palaiseau.

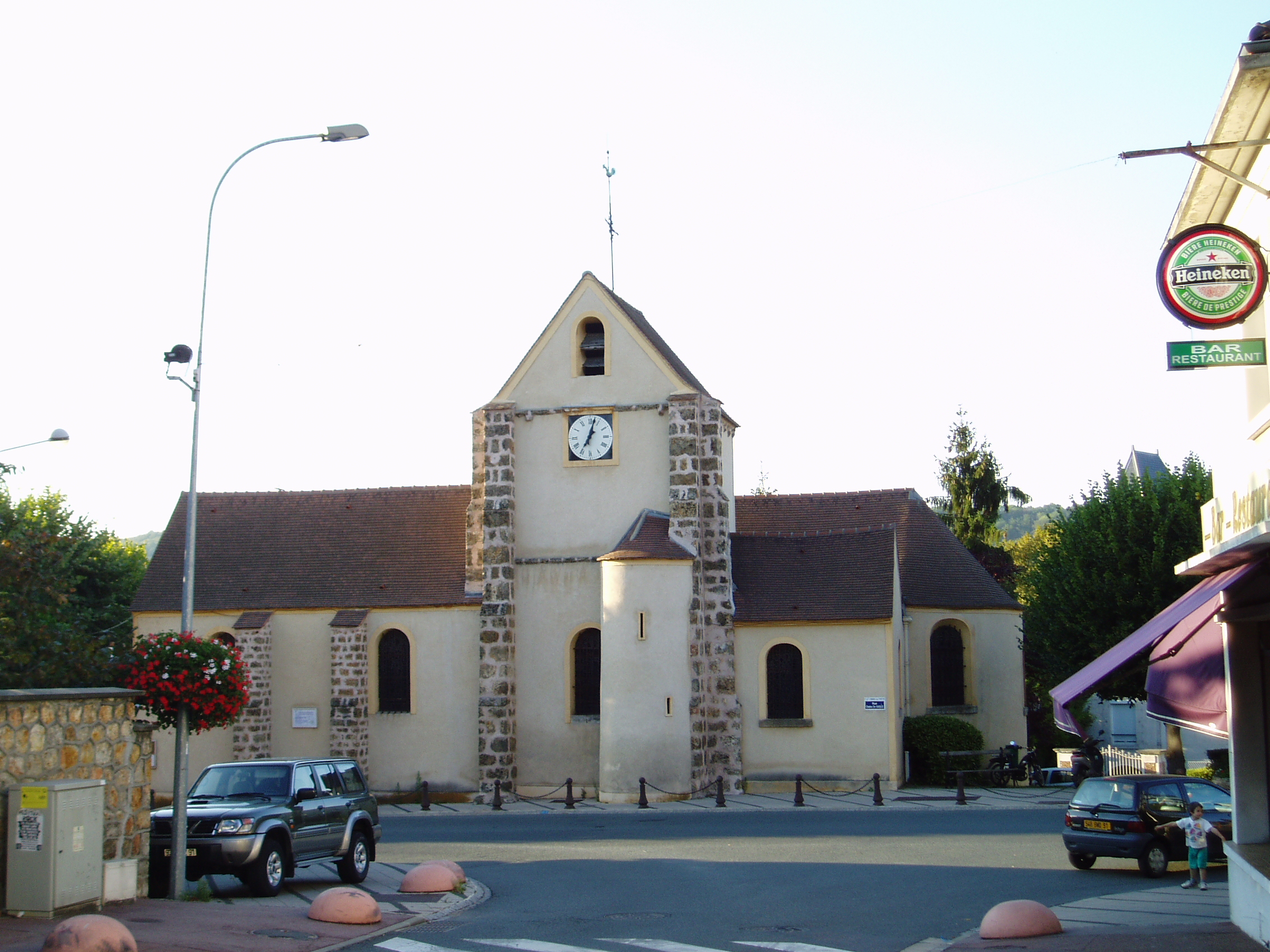
Centrum van Bures-sur-Yvette

## Geografie
De oppervlakte van Bures-sur-Yvette bedraagt 4,1 km², de bevolkingsdichtheid is 2384,1 inwoners per km².
De onderstaande kaart toont de ligging van Bures-sur-Yvette met de belangrijkste infrastructuur en aangrenzende gemeenten.

## Demografie
Onderstaande figuur toont het verloop van het inwonertal (bron: INSEE-tellingen).